# Taeniolabidoidea
Taeniolabidoidea è una superfamiglia di mammiferi estinti che vissero in Nord America e Asia. furono i membri più grandi dell'ordine dei Multituberculata. Lambdopsalis fornisce persino la prova fossile dell'esistenza di un mantello  in un buono stato di conservazione per un animale di 60 milioni di anni. Alcuni di questi animali erano molto grandi per un periodo in cui vissero in cui i primi mammiferi primitivi ancora non avevano affinato le tecniche di autoregolazione del calore corporeo. Taeniolabis taoensis è il più grande Multitubercolato conosciuto. La loro taglia media  e probabilmente anche il loro peso erano comparabili a quelle di un castoro, fino a circa 30 kilogrammi.
Inizialmente questo gruppo venne classificato come un sottordine, prima che le venisse assegnato il grado di Superfamiglia da McKenna e Bell nel 1997 (vedi Kielan-Jaworowska & Hurum (2001) p. 391-392) e limitato finora alla famiglia dei Taeniolabididae. Alcuni dei fossili sono ben conservati. Catopsalis è conosciuto dal Cretaceo superiore del Canada, sebbene questa famiglia sia meglio rappresentata dagli strati del Paleocene.
Le caratteristiche più marcate derivate dall'apomorfia del taxon comprendono:
- Muso corto e largo con la parte anteriore dell'osso zigomatico diretta trasversalmente, risultante in una forma del cranio "quadrata" (condivisa dai Kogaionidae)
- Osso frontale piccolo, appuntito posteriormente, quasi o completamente escluso dalla parete dell'orbita oculare (Kielan-Jaworowska and Hurum 2001, p. 417).

## Tassonomia
- Superfamiglia Taeniolabidoidea Granger & Simpson, 1929 sensu Kielan-Jaworowska & Hurum, 2001
  - Famiglia Taeniolabididae Granger & Simpson, 1929
    - Genere †Catopsalis Cope, 1882
      - Specie †C. alexandri Middleton, 1982
      - Specie †C. collariensis
      - Specie †C. joyneri Sloan & Van Valen, 1965
      - Specie †C. waddleae Buckley, 1995
      - Specie †C. calgariensis Russell, 1926
      - Specie †C. fissidens (Cope, 1884) [Catopsalis utahensis Gazin, 1939]
      - Specie †C. foliatus Cope, 1882

    - Genere †Prionessus Matthew & Granger, 1925
      - Specie †P. lucifer Matthew & Granger, 1925

    - Genere †Lambdopsalis Chow & Qi, 1978
      - Specie †L. bulla Chow & Qi, 1978

    - Genere †Sphenopsalis Matthew, Granger & Simpson, 1928
      - Specie †S. nobilis Matthew, Granger & Simpson, 1928

    - Genere †Taeniolabis Cope, 1882
      - Specie †T. lamberti Simmons, 1987
      - Specie †T. taoensis (Cope, 1882)